# Ресту (Отепяе)
Ре́сту (ест. Restu küla) — село в Естонії, у волості Отепяе повіту Валґамаа.

## Населення
Чисельність населення на 31 грудня 2011 року становила 63 особи.

## Історія
До 21 жовтня 2017 року село входило до складу волості Санґасте повіту Валґамаа.